# Shavon Coleman
Shavon Anthony Coleman (Thibodaux, Luisiana, 8 de enero de 1992) es un baloncestista estadounidense que pertenece a la plantilla del GreenTops Netanya de la Ligat ha'Al. Con 1,96 metros de estatura, juega en la posición de alero.

## Trayectoria deportiva

### Universidad
Tras pasar dos años en el Howard College de Big Spring, Texas, jugó dos temporadas con los Tigers de la Universidad Estatal de Luisiana, en las que promedió 9,8 puntos, 5,1 rebotes, 1,4 asistencias y 1,4 robos de balón por partido.

### Profesional
Tras no ser elegido en el Draft de la NBA de 2014, su carrera profesional comenzó en 2016 en el Amicale Steinsel de la Total League, la máxima competición de Luxemburgo, donde pasó dos temporadas, en las que promedió 19,1 puntos y 11,7 rebotes en la primera y 25,1 y 13,0 en la segunda.
En julio de 2018 firmó con el Dutch Windmills de la FEB Eredivisie holandesa, donde jugó una temporada, en la que promedió 16,7 puntos y 8,7 rebotes por partido.
En julio de 2019 volvió a cambiar de liga, firmando con el Kangoeroes Willebroek de la PBL belga.
El 19 de agosto de 2022, Watkins firmó un contrato con el Czarni Słupsk de la Polska Liga Koszykówki.